# Melanospora gigantea
Melanospora gigantea är en svamp som först beskrevs av George Edward Massee och Charles Crossland och fick sitt nu gällande namn i deras verk The fungus flora of Yorkshire från 1905. Arten ingår i släktet Melanospora och familjen Ceratostomataceae. Inga underarter finns listade i Catalogue of Life.